# Myrrhinous

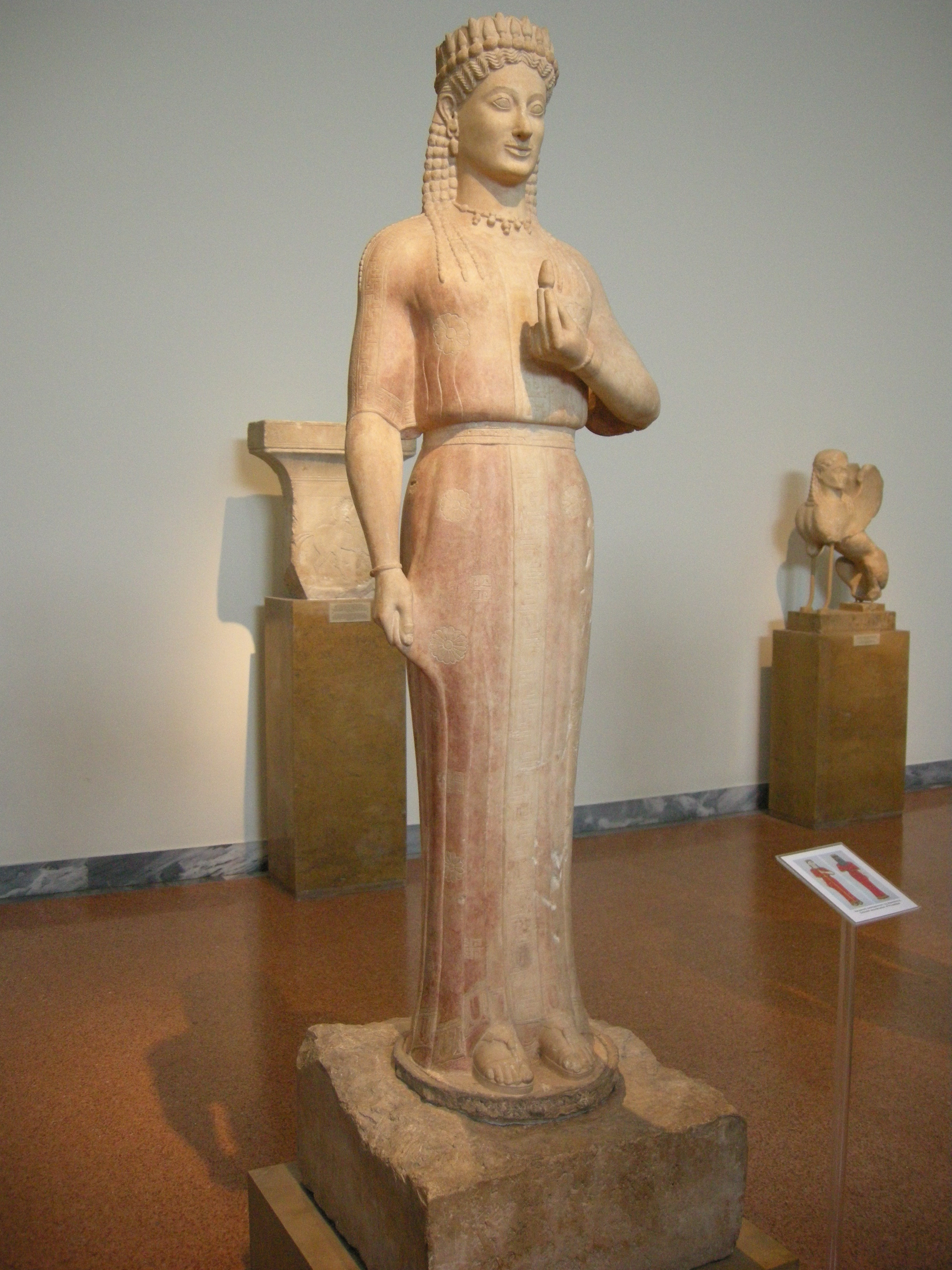
Die Phrasikleia Kore des Aristion von Paros.

Myrrhinous oder Myrrhinus (altgriechisch Μυρρινούς) hieß in der Antike ein attischer Demos der Phyle Pandionis. Er war der Hauptort der Küsten-Trittys Myrrhinous. Sein Name leitet sich vom altgriechischen Wort für Myrte (μύρτον), die noch heute in der Gegend gedeiht, her. Myrrhinous lag südöstlich von Markopoulos und nördlich des Berges Merenda.

## Überlieferung
Strabon berichtet, dass Myrrhinous zwischen Halai Araphenides und Probalinthos lag, was jedoch nicht ganz stimmt. Pausanias erwähnt ein Heiligtum der Artemis in Myrrhinous. Hier befand sich ein hölzernes Bild, das Artemis Kolainis darstellte. Der Beiname Kolainis soll von einem König Kolainos stammen, der vor der Zeit des Kekrops I. in Myrrhinous herrschte. Aus Myrrhinous stammten Phaidros, der Sohn des Pythokles, und Eurymedon.

## Erforschung
Von 1951 bis 1972 wurden unterhalb des Berges Merenda systematische Grabungen durchgeführt. Hierbei kamen Inschriften zu Tage, die die Lage des Ortes an dieser Stelle belegen. 1972 entdeckte der Archäologe E. Mastrokostas an der Gräberstraße einen Kouros und die Kore Phrasikleia, die in einem sehr guten Erhaltungszustand war und von dem Künstler Aristion von Paros stammte. Beim Bau des Markopoulo Olympic Equestrian Centre von 1998 bis 2004 entdeckte man den größten Teil des Demos Myrrhinous und auch Reste prähistorischer Besiedelung. Man konnte bisher mehrere Tempel nachweisen: den Tempel der Artemis Kolainis, einen Apollon-Tempel und einen Athene-Tempel, an dessen Stelle heute die Panagia-Kirche von Merenda steht. Im 4. Jahrhundert v. Chr. wurde ein Aphrodite-Heiligtum errichtet, das von einer Mauer umgeben war und auch ein Bad und einen Garten umfasste. Aus einer Inschrift wird noch die Existenz eines Heiligtums für Zeus Phratrios abgeleitet. Die reichen Grabbeigaben, Marmorfiguren und Grabsteine belegen, dass Myrrhinous ein wohlhabender Demos war und hauptsächlich von der Landwirtschaft lebte.